# Charro

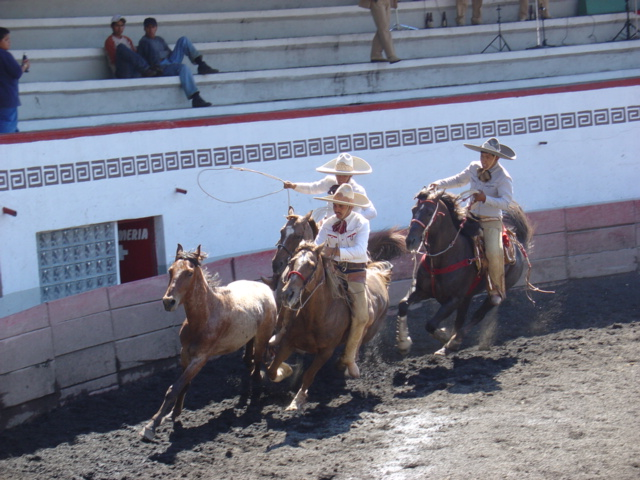
Una charreada

In Messico, charro è il termine che indica il tradizionale cowboy messicano e ha avuto origine nello Stato di Jalisco. Nel resto del paese il termine equivalente era vaquero.
In Spagna il termine charro indica il nativo della provincia di Salamanca, specialmente dell'area di Alba de Tormes, Vitigudino, Ciudad Rodrigo e Ledesma. È verosimile che la tradizione del charro messicano derivi da cavalieri spagnoli provenienti da Salamanca e stabilitisi nello Stato di Jalisco.

## Aspetto
Il charro messicano tradizionale, icona del Messico, presente nell'immaginario collettivo così come in letteratura, nel cinema e nella pittura, è famoso per il vistoso abbigliamento con cui appare nella charreada, un tipo di rodeo.
Il charro moderno pratica la charrería che, da scuola ippica rurale, è diventata sport dopo la riforma agraria degli inizi del XX secolo. È considerata uno sport nazionale in Messico ed è regolamentata dalla Federazione Messicana della Charrería.

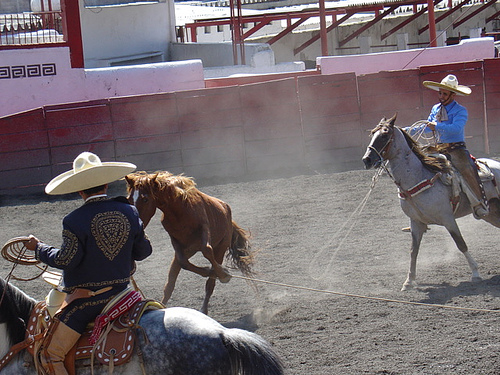
Dei charro

L'abito da charro è il costume folklorico ufficiale dello Stato di Jalisco ed è indossato, in diverse colorate versioni, dai mariachi, nei balli folklorici e nelle charreada.
Le telenovelas messicane sono diventate in breve tempo uno degli strumenti principali tramite i quali l'immagine del charro, alcune volte anche pesantemente stereotipata, è stata resa al pari di un riassunto in forma umana delle caratteristiche tipiche della gente latina, divenendo così una figura inconfondibile e ricorrente in tutto un filone artistico, audiovisivo come letterario, che pone al centro il variegato mondo sudamericano.
Infatti è proprio tramite alcune delle più fortunate telenovelas di produzione prevalentemente messicana che si è imposta, a livello internazionale, la figura del charro, con tutto un apparato di elementi caratteristici che lo rendono, di fatto, una sorta di leggenda vivente. Di altezza media, con spalle larghe, corporatura muscolosa ma non eccessivamente atletico, scuro di capelli e con la carnagione olivastra, occhi scuri dallo sguardo penetrante e volitivo, barba e baffi ben curati, il charro solitamente viene rappresentato con un largo sombrero calcato in testa, una corta giacca molto simile a quelle indossate dai toreri durante le corride ma non decorata in modo altrettanto vistoso, solitamente di colore scuro, sopra a una camicia bianca con decori sul petto e sul collo, un paio di pantaloni lunghi aderenti in velluto o in pelle, anch'essi di colore scuro, con decorazioni lungo i fianchi, e, ai piedi, un paio di stivali da vaquero. L'aspetto fisico del charro fa da contraltare rispetto alla sua indole che, per avvicinarsi il più possibile all'immagine universalmente riconosciuta del suo corrispondente americano, il cowboy, è tendenzialmente individuabile nei termini di lealtà, onore, e cuore volenteroso, assieme alle più nobili ed alte virtù cavalleresche di coraggio, sprezzo del pericolo, amore verso la propria patria, infinita generosità nei confronti delle categorie sociali più svantaggiate. Inoltre, grazie proprio a questa immagine caricata delle prerogative del cavaliere senza macchia e senza paura, il charro si trova spesso a vivere intense storie d'amore, molte volte osteggiate da personaggi subdoli e perversi, con figure femminili a loro volta molto stereotipate, esse stesse rappresentate come figure angeliche, fragili, bisognose di protezione e di qualcuno in cui riporre assoluta fiducia.

## Rappresentazioni cinematografiche
Nel cinema, il charro è stato un tema ricorrente quanto il cowboy. Alcuni famosi charro cinematografici sono stati Pedro Infante, Luis Aguilar, Tito Guízar, ma nessuno ha eguagliato la fama di Jorge Negrete, il Charro cantor, che è stato considerato il miglior rappresentante del charro messicano.
Elvis Presley ha interpretato, nel 1969, un film intitolato Un uomo chiamato Charro, in cui impersonava un fuorilegge ravveduto.